# Jürgen Bulla

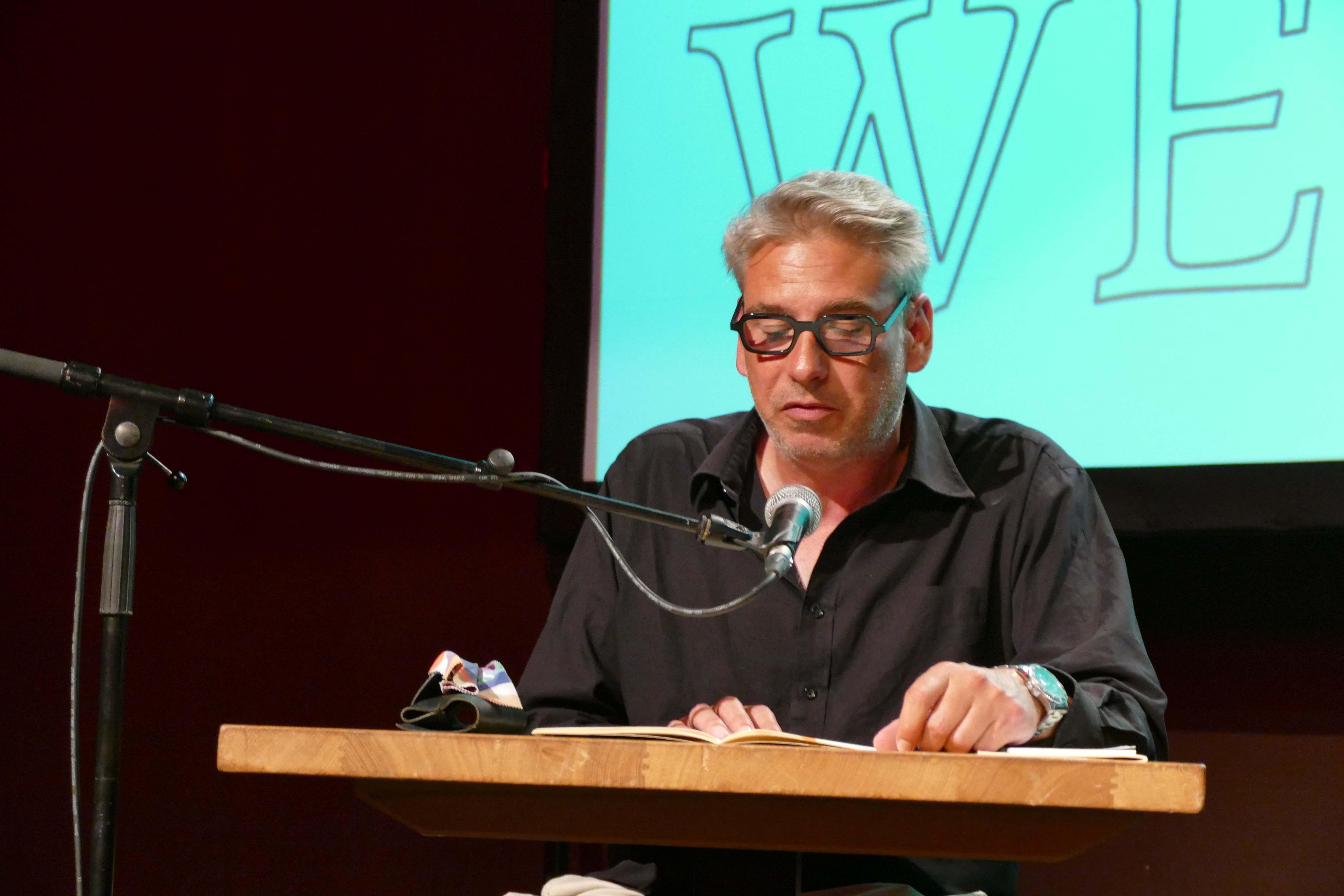
Jürgen Bulla 2023 bei der Lesung Lyrik geht weiter des Verlagshauses Black Ink

Jürgen Bulla (* 1975 in München) ist ein deutscher Autor und Übersetzer, der auch Lesungen veranstaltet.

## Leben
Jürgen Bulla studierte Germanistik, Anglistik und Philosophie an der Ludwig-Maximilians-Universität München und arbeitet heute als Deutschlehrer und Englischlehrer am Wittelsbacher-Gymnasium in München. Seit 1995 werden Texte von ihm veröffentlicht, zunächst in Zeitschriften und Anthologien. 1999 erschien sein erster Gedichtband unter dem Titel Glas, dem drei weitere Gedichtbände und ein Band mit Prosa folgten. Daneben übersetzte er Texte von Richard Dove und Michael Hamburger. Er verfasste weiterhin ein Schulbuch zur Lyrik der Klassik und Romantik.
Jürgen Bulla kuratierte die Münchner Lesereihe Season II und ist Mitveranstalter der Lesungen Lyrik im Caveau. Auch bei dem Poetry Slam im Substanz in München war er einer der Mitveranstalter. Er gehört der Lyrikgruppe Reimfrei an.

## Publikationen
Lyrik
- Glas. Black Ink Verlag, Scheuring 1999, ISBN 3-930654-08-3.
- Jürgen Bulla & Alexander Holzapfel: A8. Black Ink Verlag, Scheuring 2011, ISBN 978-3-930654-26-0.
- Pool Party. Black Ink Verlag, Scheuring 2009, ISBN 978-3-930654-29-1.
- Ich sehe noch Tellaro: Landschaften mit und ohne Cara. Scaneg Verlag, München 2014, ISBN 978-3-89235-522-9.

Prosa
- Die neuen Nothelfer. Black Ink Verlag, Scheuring 2011, ISBN 978-3-930654-32-1.

Hörbuch
- zusammen mit Martin Wiesböck (Klavier und Bass): Schattenwerfen. Black Ink Verlag, München 2009, ISBN 978-3-930654-67-3.

Schulbuch
- Lyrik der Klassik und Romantik. R. Oldenbourg Verlag, München 2012, ISBN 978-3-637-01528-9.

## Auszeichnungen
- 2004 Aufenthaltsstipendium der Staatsregierung Schleswig-Holstein im Künstlerhaus des Klosters Cismar.